# Bremen-Klasse (1982)
F 122 ist die marineinterne Bezeichnung für die Fregatten der Bremen-Klasse der Deutschen Marine. Typschiff ist die Fregatte Bremen, die am 9. Juli 1979 bei der Bremer Vulkan AG symbolisch auf Kiel gelegt und am 7. Mai 1982 als erstes von acht Schiffen in Dienst gestellt wurde. Der Schiffsentwurf leitet sich von der niederländischen Kortenaer-Klasse ab. Das letzte in Dienst befindliche Schiff der Bremen-Klasse, die Lübeck, war in Wilhelmshaven stationiert. Die Fregatte kehrte am 16. Juni 2022 von ihrem letzten Einsatz vor der Außerdienststellung Ende 2022 aus der Ägäis nach Wilhelmshaven zurück. Nach der Außerdienststellungsplanung von 2013 war der Sommer 2018 vorgesehen gewesen, wegen der Verzögerungen bei der Nachfolgeklasse  F125 wurde der Termin bis zum 15. Dezember 2022 verschoben.

## Aufgaben

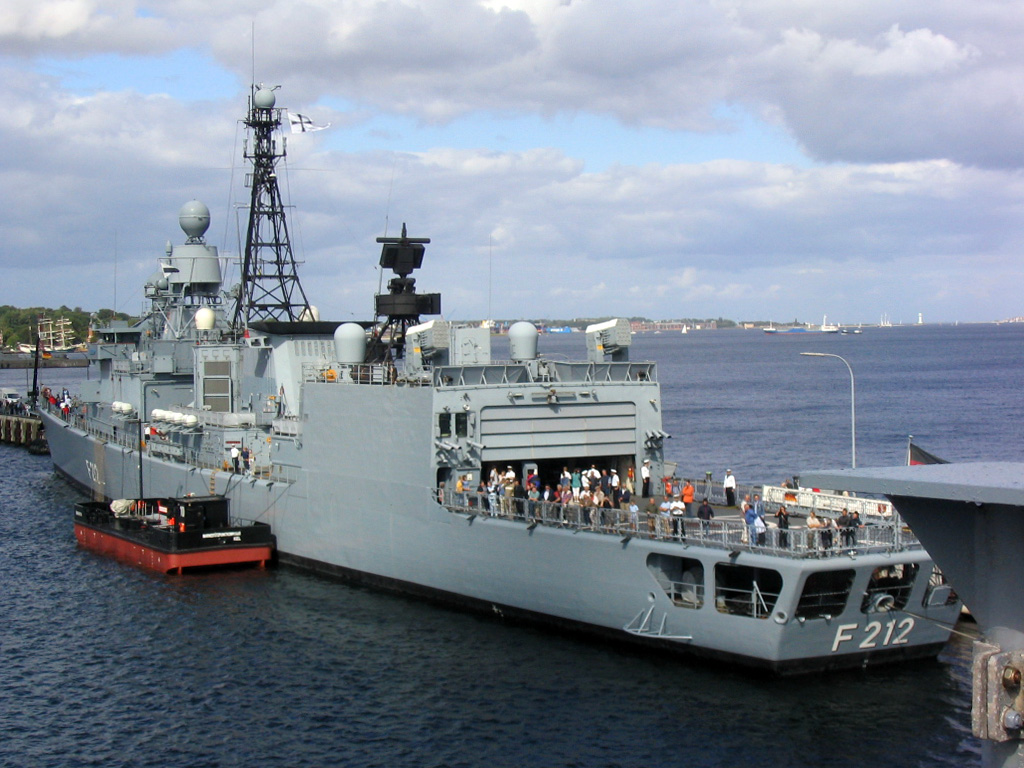
Fregatte Karlsruhe

Die Fregatten der Bremen-Klasse wurden als Mehrzweckkampfschiffe mit der Hauptaufgabe U-Boot-Bekämpfung beschafft. Sie waren auch zur Bekämpfung anderer Schiffe und zur Abwehr von Flugzeugen und Flugkörpern befähigt. In ihrer im Ost-West-Konflikt vorgesehenen Hauptrolle sollten die Schiffe Verstärkungstransporte nach Europa geleiten und gegnerische U-Boote bekämpfen. Diesem Zweck dienten auch die zwei Bordhubschrauber, mit denen die Fregatten als erster Schiffstyp der Bundesmarine ausgerüstet wurden.
Nach Ende des Ost-West-Konflikts kamen auf die Deutsche Marine neue Aufgaben zu, bei denen die Fregatten der Bremen-Klasse eingesetzt wurden. Sie waren an den meisten Auslandseinsätzen beteiligt und wurden deshalb auch als „Arbeitspferde der Marine“ angesehen. Die Schiffe nahmen an den Operationen der NATO, der EU, der Vereinten Nationen und in anderen Koalitionen teil, darunter die Operation Enduring Freedom, die VN-Mission UNIFIL und die EU-Operation Atalanta zur Bekämpfung der Piraterie vor der Küste Somalias. Dabei beteiligten sie sich an der Seeraumüberwachung, der Abwehr von Piraten und der Durchsuchung verdächtiger Schiffe. Für diese Aufgaben waren sie mit ihrer mehrfach angepassten und erweiterten Ausrüstung gut geeignet.
Vier der acht Fregatten waren zur Führung von Marineverbänden vorgesehen und hatten eine verbesserte Führungsmittelausrüstung. Seit Indienststellung der Fregatten der Brandenburg-Klasse werden jedoch vornehmlich diese als Führungsschiffe verwendet, weil sie über bessere Räumlichkeiten zur Unterbringung eines Stabs verfügen.

## Technik und Ausrüstung

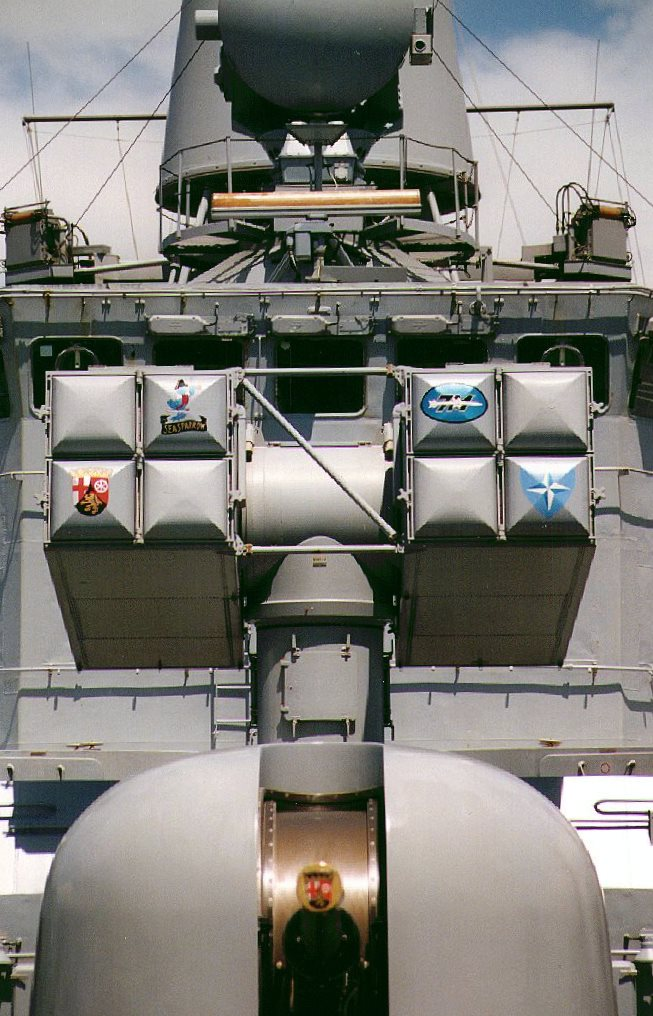
Fregatte Rheinland-Pfalz: Im Vordergrund der Turm des 76-mm-Geschützes, dahinter Mk-29-Starter für RIM-7 Sea Sparrow und die Brücke.

Die Fregatten der Klasse F122 waren die ersten deutschen Kriegsschiffe mit CODOG-Antrieb, im Gegensatz zum bis dahin auf Zerstörern verwendeten Dampfturbinen- oder CODAG-Antrieb auf der Fregatte der Klasse 120.
Für den Antrieb wurden zwei General-Electric-Gasturbinen des Typs LM 2500 mit jeweils 19 MW Leistung und zwei MTU-Dieselmotoren des Typs 20V 956 TB 92 mit jeweils 3.820 kW Leistung verbaut. Die Antriebsanlage wirkt über Umlaufrädergetriebe auf zwei Verstellpropeller. Für die Stromerzeugung standen vier MWM-Dieselmotoren des Typs TBD 602 V 16K mit jeweils 810 kW Leistung zur Verfügung, die jeweils einen AvK-Drehstromgenerator antreiben.
Die ursprüngliche Ausrüstung mit Sensoren und Bewaffnung blieb in ihrer Anordnung im Wesentlichen erhalten, jedoch wurden fast alle Einzelsysteme durch neuere Versionen oder andere Geräte ersetzt. Zur Hauptbewaffnung der F122 gehörten das Schiffsgeschütz 76/62 Compact des Herstellers Oto Melara, zwei Doppelstarter mit acht Seezielflugkörpern Harpoon, ein Achtfach-Starter für „RIM-7 Sea Sparrow“-Luftabwehrraketen sowie zwei Zwillings-Torpedorohre 324 mm. Mitte der 1990er Jahre wurden die Schiffe einer Kampfwertsteigerung unterzogen, bei der unter anderem das ehemalige DA-08-Suchradar von Thales Niederlande (ehemals Signaal) durch ein neues Radar vom Typ TRS-3D/32 zur dreidimensionalen Luftraumüberwachung ersetzt sowie ein neuer Führungsrechner und eine verbesserte EloKa-Anlage eingerüstet wurden.
Außerdem wurden im Laufe der Zeit eine Anzahl zusätzlicher Geräte an Bord genommen. So wurden Anfang der 1990er Jahre leichte Rohrwaffen zur Bekämpfung kleiner Seeziele aufgestellt, zuerst die 20-mm-Maschinenkanonen Rh 202 auf Lafette S20, die später (ab etwa 2008) durch das 27-mm-Geschütz MLG 27 ersetzt wurden, und Mitte der 1990er Jahre erhielten alle Schiffe das – allerdings schon als Erstausrüstung vorgesehene – Nahbereichsverteidigungssystem RIM-116 RAM zur Selbstverteidigung gegen anfliegende Flugkörper. Mit der Anlage MSP 500 (Multi-Sensor-Plattform) erhielten die Schiffe außerdem einen elektrooptischen Sensor, der auch zur Feuerleitung genutzt werden konnte. Als weitere Verbesserung wurde das Datenaustauschsystem „DV-Anlage Link 16“ installiert, das vor allem dem Austausch von Luftlagedaten diente.
Das auf der Klasse 122 verwendete elektronische Führungssystem war das von der Lütjens-Klasse geerbte und weiterentwickelte SATIR. Die zwischenzeitlich für die Klassen 122 und 123 geplante Modernisierung „Fähigkeitsanpassung“ wird aus Kostengründen nur für letztere realisiert.

## Bordorganisation

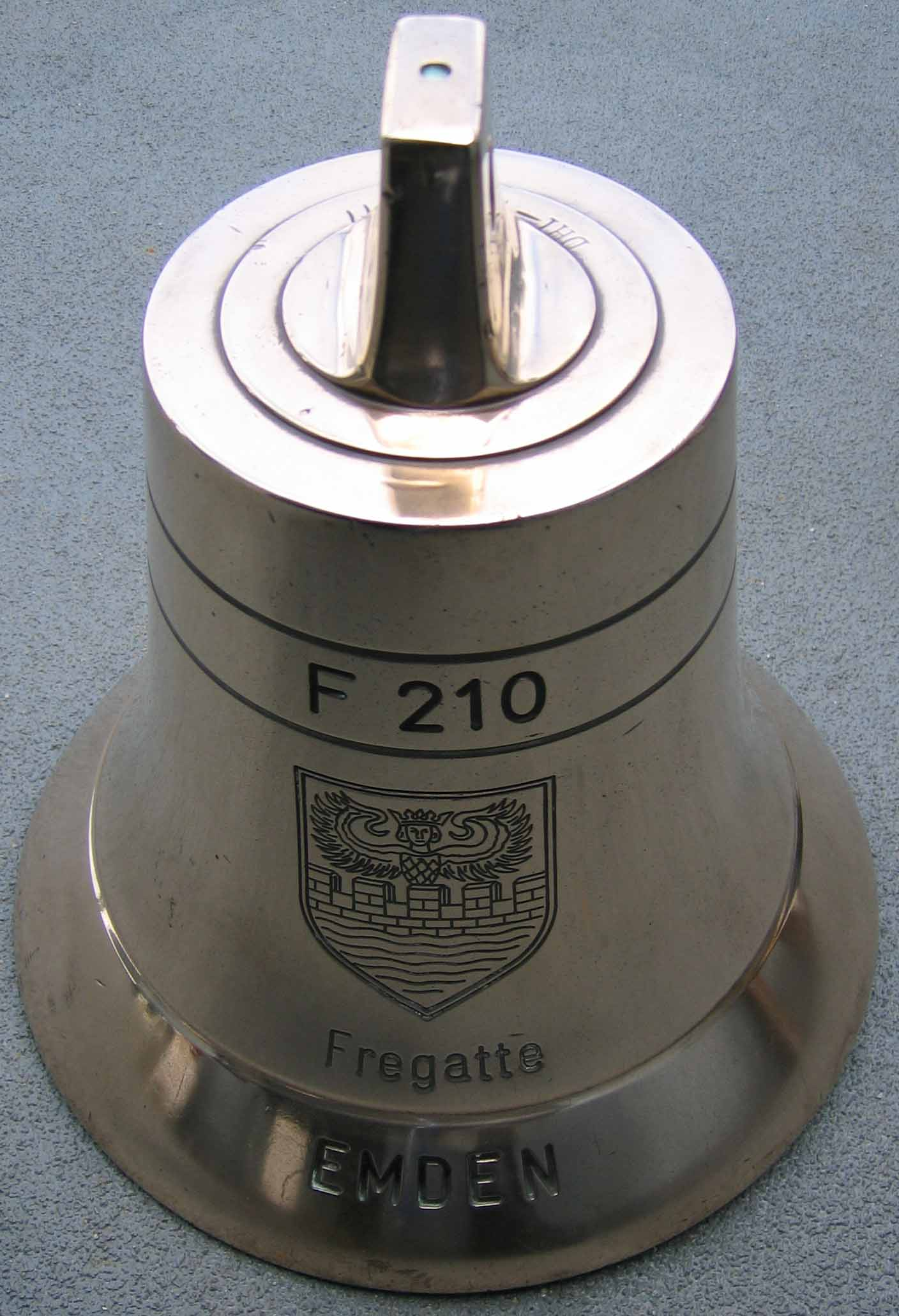
Schiffsglocke der Emden

Die Fregatten der Klasse 122 hatten eine Bordorganisation in Hauptabschnitten (HA):
- HA 100: Navigation;

deckte die zur seemännischen Führung des Schiffes inklusive des Deckdienstes nötigen Aufgaben ab
- HA 200: Schiffstechnik;

unterteilt in Antrieb, E-Technik und Schiffsbetriebstechnik; deckte die zur Aufrechterhaltung des technischen Betriebs (Vortrieb, Elektrizitäts-, Wasser-, Wärme-, Kälteversorgung, Abwasseraufbereitung) und der technischen Sicherheit nötigen Aufgaben ab
- HA 300: Führungsmittel und Waffentechnik;

deckte die zur Wartung und Herstellung der Gefechtsbereitschaft der Waffen- und Elektroniksysteme nötigen Aufgaben ab
- HA 400: Zentrale Dienste;

Administration, Versorgung, Verpflegung und Sanität; deckte die zur ordnungsgemäßen Abwicklung der administrativen Aufgaben (Besoldung, Personalangelegenheiten, u. ä.), der Materialwirtschaft, der Verpflegung und der medizinischen Versorgung nötigen Aufgaben ab
- HA 500: Bordhubschrauber;

deckte alle zum Hubschrauber-Flugbetrieb nötigen Aufgaben ab (wurde nicht bei allen Seefahrten mit eingeschifft)
- HA 600: Gefecht;

deckte alle zum Einsatz des Kriegsschiffes nötigen Aufgaben, wie Kommunikation, Lagebilderstellung, Waffennutzung, Einsatz von Sondereinsatzkräften, ab
- Vorgesetztenstruktur: Kommandant (+), Erster Offizier (IO), Hauptabschnittsleiter (HAL), Abschnittsleiter (AL), Abschnittsbootsleute (AB), Abschnittsunteroffiziere, Mannschaftsdienstgrade. Daneben Hauptabschnittsoffizier (HAO), Hauptabschnittsbootsmann (HAB) zur administrativen Unterstützung des HAL und Schiffswachtmeister (SWM) in der Funktion des Kompaniefeldwebels (KpFw).

## Einheiten, Verbandszugehörigkeit und Standorte
Ursprünglich bildeten die ersten sechs zwischen 1982 und 1984 in Dienst gestellten Schiffe das 4. Fregattengeschwader. Mit dem Zulauf von Augsburg und Lübeck 1989 und 1990 wurde das Geschwader geteilt, und die Fregatten Köln, Karlsruhe, Augsburg und Lübeck bildeten das 2. Fregattengeschwader. Im Januar 2006 wurden alle acht Schiffe wieder im 4. Fregattengeschwader zusammengefasst, das der am 1. Juli 2006 aus der Zerstörerflottille hervorgegangenen Einsatzflottille 2 in Wilhelmshaven untersteht. Alle Schiffe waren seit ihrer Indienststellung in Wilhelmshaven stationiert.
| Kennung | Name            | Rufzeichen | Kiellegung    | Bauwerft      | Stapellauf    | Indienststellung | Außerdienststellung | Verbleib                                  |
| ------- | --------------- | ---------- | ------------- | ------------- | ------------- | ---------------- | ------------------- | ----------------------------------------- |
| F207    | Bremen          | DRAQ       | 9. Juli 1979  | Bremer Vulkan | 27. Sep. 1979 | 7. Mai 1982      | 28. März 2014       | 2021 in Aliağa verschrottet               |
| F208    | Niedersachsen   | DRAR       | 9. Nov. 1979  | AG Weser      | 9. Juni 1980  | 15. Okt. 1982    | 26. Juni 2015       | in der Türkei verschrottet                |
| F209    | Rheinland-Pfalz | DRAS       | 25. Sep. 1979 | Blohm + Voss  | 3. Sep. 1980  | 9. Mai 1983      | 22. März 2013       | 2017 in Aliağa verschrottet               |
| F210    | Emden           | DRAT       | 23. Juni 1979 | Nordseewerke  | 17. Dez. 1980 | 7. Okt. 1983     | 29. Nov. 2013       | in der Türkei verschrottet                |
| F211    | Köln            | DRAU       | 16. Juni 1980 | Blohm + Voss  | 29. Mai 1981  | 19. Okt. 1984    | 31. Juli 2012       | in den Niederlanden verschrottet          |
| F212    | Karlsruhe       | DRAV       | 10. März 1981 | Howaldtswerke | 8. Jan. 1982  | 19. Apr. 1984    | 16. Juni 2017       | für Versenkung bei Waffentests vorgesehen |
| F213    | Augsburg        | DRAN       | 4. Apr. 1987  | Bremer Vulkan | 17. Sep. 1987 | 3. Okt. 1989     | 18. Dez. 2019       |                                           |
| F214    | Lübeck          | DRAO       | 5. Juni 1987  | Nordseewerke  | 15. Okt. 1987 | 19. März 1990    | 15. Dez. 2022       |                                           |